# قاطنة سطح البحر
قاطنة سطح البحر (الاسم العلمي: Aequorivita) هي جنس من البكتيريا، سلبية الغرام، تتبع فصيلة نظيرات الصيفرية.

## أصنوفات
الأصنوفات الأدنى لهذا الكائن:
- كود سباركل
- تحديث القائمة

نوع:قاطنة سطح البحر الحالة للشحم 
اسم علمي: Aequorivita lipolytica

نوع:قاطنة سطح البحر الكابسوسيفونية 
اسم علمي: Aequorivita capsosiphonis

نوع:قاطنة سطح البحر اللزجة 
اسم علمي: Aequorivita viscosa

نوع:قاطنة سطح البحر تحت الصخرية 
اسم علمي: Aequorivita sublithincola

نوع:Aequorivita aestuarii 
اسم علمي: Aequorivita aestuarii

نوع:Aequorivita antarctica 
اسم علمي: Aequorivita antarctica

نوع:Aequorivita crocea 
اسم علمي: Aequorivita crocea

نوع:Aequorivita echinoideorum 
اسم علمي: Aequorivita echinoideorum

نوع:Aequorivita nionensis 
اسم علمي: Aequorivita nionensis

نوع:Aequorivita soesokkakensis 
اسم علمي: Aequorivita soesokkakensis

نوع:Aequorivita vladivostokensis 
اسم علمي: Aequorivita vladivostokensis